# Emil Sjögren
Johan Gustav Emil Sjögren (ur. 16 czerwca 1853 w Sztokholmie, zm. 1 marca 1918 tamże) – szwedzki kompozytor i organista.

## Życiorys
Studiował w Królewskiej Akademii Muzycznej w Sztokholmie (1869–1874), następnie w latach 1879–1880 był uczniem Friedricha Kiela i Augusta Haupta w Berlinie. Po powrocie do Szwecji w 1881 roku objął posadę organisty we francuskim kościele reformowanym w Sztokholmie. W latach 1884–1885 odbył podróż po Europie, odbywając wówczas kurs instrumentacji w Wiedniu u Hermanna Graedenera. Od 1886 do 1888 roku wykładał w Anderssons Musikskola. W 1891 roku został organistą kościoła św. Jana w Sztokholmie. W latach 1901–1914 corocznie występował w Paryżu.
Twórczość kompozytorska Sjögrena reprezentuje późny romantyzm. Początkowo inspirował się skandynawskim folklorem muzycznym, później znalazł się pod wpływem poznanej podczas podróży po Europie muzyki niemieckiej. W utworach fortepianowych nawiązywał do dorobku Chopina, Saint-Saënsa i Faurégo. Zasłynął przede wszystkim jako twórca licznych pieśni, pisanych do tekstów poetów szwedzkich, a także francuskich i niemieckich. Ponadto skomponował m.in. Festspel na orkiestrę (1892), 5 sonat skrzypcowych, 2 sonaty fortepianowe, sonatę wiolonczelową, utwory chóralne.